# Gareth

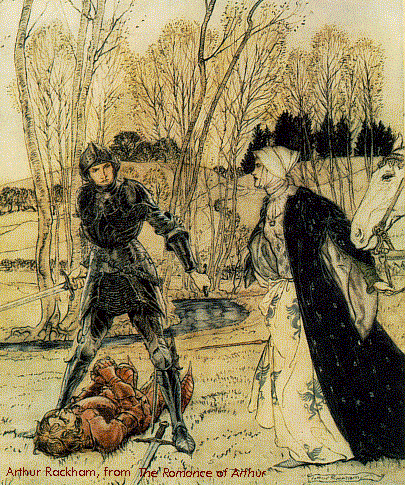
A. Rackham: Gareth vence al Caballero Bermejo ante Lyonesse.

Gareth fue un caballero de la Mesa Redonda, en la corte del rey Arturo. Era hijo del rey Lot de Orkney y de Morgana, media hermana de Arturo. Gareth llegó a la corte sin anunciar su nombre; Sir Kay lo contrató como ayudante de cocina durante un año y lo llamaba Beaumains (Manoshermosas). 
En la leyenda, Gareth sale en auxilio de Lynette, una damisela que ha llegado solicitando la ayuda de Sir Lanzarote del Lago. En el transcurso de la aventura, Lynette constantemente desprecia a Gareth, pues ignora su verdadera identidad, y piensa que se trata de un ayudante de cocina solamente. Lynette no llega a apreciar a su campeón hasta ver cómo éste derrota en sucesión al Caballero Negro, al Caballero Verde, al Caballero Bermejo y al Caballero Azul.
En algunas versiones de la historia, Gareth rescata a Lyonesse, hermana de Lynette, y se casa con ella. En otras, acaba casado con Lynette.